# Danh sách tiểu hành tinh: 8301–8400
| Tên                  | Tên đầu tiên | Ngày phát hiện       | Nơi phát hiện           | Người phát hiện                                        |
| -------------------- | ------------ | -------------------- | ----------------------- | ------------------------------------------------------ |
| 8301 Haseyuji        | 1995 BG2     | 30 tháng 1 năm 1995  | Oizumi                  | T. Kobayashi                                           |
| 8302 Kazukin         | 1995 CY      | 3 tháng 2 năm 1995   | Oizumi                  | T. Kobayashi                                           |
| 8303 Miyaji          | 1995 CO1     | 9 tháng 2 năm 1995   | Oizumi                  | T. Kobayashi                                           |
| 8304 Ryomichico      | 1995 DJ1     | 22 tháng 2 năm 1995  | Oizumi                  | T. Kobayashi                                           |
| 8305 Teika           | 1995 DQ1     | 22 tháng 2 năm 1995  | Oizumi                  | T. Kobayashi                                           |
| 8306 Shoko           | 1995 DY1     | 24 tháng 2 năm 1995  | Kuma Kogen              | A. Nakamura                                            |
| 8307 Peltan          | 1995 EN      | 5 tháng 3 năm 1995   | Kleť                    | J. Tichá                                               |
| 8308 Julie-Mélissa   | 1996 HD13    | 17 tháng 4 năm 1996  | La Silla                | E. W. Elst                                             |
| 8309 -               | 1996 NL1     | 14 tháng 7 năm 1996  | Haleakala               | NEAT                                                   |
| 8310 Seelos          | 1996 PL2     | 9 tháng 8 năm 1996   | Haleakala               | NEAT                                                   |
| 8311 Zhangdaning     | 1996 TV1     | 3 tháng 10 năm 1996  | Xinglong                | Chương trình tiểu hành tinh Bắc Kinh Schmidt CCD       |
| 8312 -               | 1996 TJ12    | 15 tháng 10 năm 1996 | Nachi-Katsuura          | Y. Shimizu, T. Urata                                   |
| 8313 Christiansen    | 1996 YU1     | 19 tháng 12 năm 1996 | Xinglong                | Chương trình tiểu hành tinh Bắc Kinh Schmidt CCD       |
| 8314 Tsuji           | 1997 US8     | 25 tháng 10 năm 1997 | Kitami                  | K. Endate, K. Watanabe                                 |
| 8315 Bajin           | 1997 WA22    | 25 tháng 11 năm 1997 | Xinglong                | Chương trình tiểu hành tinh Bắc Kinh Schmidt CCD       |
| 8316 Wolkenstein     | 3002 P-L     | 24 tháng 9 năm 1960  | Palomar                 | C. J. van Houten, I. van Houten-Groeneveld, T. Gehrels |
| 8317 Eurysaces       | 4523 P-L     | 24 tháng 9 năm 1960  | Palomar                 | C. J. van Houten, I. van Houten-Groeneveld, T. Gehrels |
| 8318 Averroes        | 1306 T-2     | 29 tháng 9 năm 1973  | Palomar                 | C. J. van Houten, I. van Houten-Groeneveld, T. Gehrels |
| 8319 Antiphanes      | 3365 T-2     | 25 tháng 9 năm 1973  | Palomar                 | C. J. van Houten, I. van Houten-Groeneveld, T. Gehrels |
| 8320 van Zee         | 1955 RV      | 13 tháng 9 năm 1955  | Brooklyn                | Đại học Indiana                                        |
| 8321 Akim            | 1977 EX      | 13 tháng 3 năm 1977  | Nauchnij                | N. S. Chernykh                                         |
| 8322 Kononovich      | 1978 RL1     | 5 tháng 9 năm 1978   | Nauchnij                | N. S. Chernykh                                         |
| 8323 Krimigis        | 1979 UH      | 17 tháng 10 năm 1979 | Anderson Mesa           | E. Bowell                                              |
| 8324                 | 1981 DF2     | 28 tháng 2 năm 1981  | Siding Spring           | S. J. Bus                                              |
| 8325                 | 1981 EM26    | 2 tháng 3 năm 1981   | Siding Spring           | S. J. Bus                                              |
| 8326 Paulkling       | 1981 JS2     | 6 tháng 5 năm 1981   | Palomar                 | C. S. Shoemaker, E. M. Shoemaker                       |
| 8327 Weihenmayer     | 1981 JE3     | 6 tháng 5 năm 1981   | Palomar                 | C. S. Shoemaker, E. M. Shoemaker                       |
| 8328 Uyttenhove      | 1981 QQ2     | 23 tháng 8 năm 1981  | La Silla                | H. Debehogne                                           |
| 8329 Speckman        | 1982 FP3     | 22 tháng 3 năm 1982  | La Silla                | H. Debehogne                                           |
| 8330 Fitzroy         | 1982 FX3     | 28 tháng 3 năm 1982  | La Silla                | H. Debehogne                                           |
| 8331 Dawkins         | 1982 KK1     | 27 tháng 5 năm 1982  | Palomar                 | C. S. Shoemaker, S. J. Bus                             |
| 8332 Ivantsvetaev    | 1982 TL2     | 14 tháng 10 năm 1982 | Nauchnij                | L. V. Zhuravleva, L. G. Karachkina                     |
| 8333                 | 1982 VF      | 7 tháng 11 năm 1982  | Kleť                    | A. Mrkos                                               |
| 8334 -               | 1984 CF      | 10 tháng 2 năm 1984  | Palomar                 | J. Gibson                                              |
| 8335 Sarton          | 1984 DD1     | 28 tháng 2 năm 1984  | La Silla                | H. Debehogne                                           |
| 8336 Šafařík         | 1984 SK1     | 27 tháng 9 năm 1984  | Kleť                    | A. Mrkos                                               |
| 8337 -               | 1984 SF6     | 22 tháng 9 năm 1984  | La Silla                | H. Debehogne                                           |
| 8338 Ralhan          | 1985 FE3     | 27 tháng 3 năm 1985  | Đài thiên văn Brorfelde | Copenhagen Observatory                                 |
| 8339 Kosovichia      | 1985 RM6     | 15 tháng 9 năm 1985  | Nauchnij                | N. S. Chernykh                                         |
| 8340 Mumma           | 1985 TS1     | 15 tháng 10 năm 1985 | Anderson Mesa           | E. Bowell                                              |
| 8341 -               | 1986 QQ      | 26 tháng 8 năm 1986  | La Silla                | H. Debehogne                                           |
| 8342 -               | 1986 QN3     | 29 tháng 8 năm 1986  | La Silla                | H. Debehogne                                           |
| 8343 Tugendhat       | 1986 TG3     | 4 tháng 10 năm 1986  | Kleť                    | A. Mrkos                                               |
| 8344 Babette         | 1987 BB      | 25 tháng 1 năm 1987  | Ojima                   | T. Niijima, T. Urata                                   |
| 8345 Ulmerspatz      | 1987 BO1     | 22 tháng 1 năm 1987  | La Silla                | E. W. Elst                                             |
| 8346                 | 1987 DW6     | 26 tháng 2 năm 1987  | La Silla                | H. Debehogne                                           |
| 8347 Lallaward       | 1987 HK      | 21 tháng 4 năm 1987  | Palomar                 | C. S. Shoemaker, E. M. Shoemaker                       |
| 8348 Bhattacharyya   | 1988 BX      | 26 tháng 1 năm 1988  | Kavalur                 | R. Rajamohan                                           |
| 8349 -               | 1988 DH1     | 19 tháng 2 năm 1988  | Gekko                   | Y. Oshima                                              |
| 8350 -               | 1989 AG      | 2 tháng 1 năm 1989   | Okutama                 | T. Hioki, N. Kawasato                                  |
| 8351 -               | 1989 EH1     | 10 tháng 3 năm 1989  | Toyota                  | K. Suzuki, T. Furuta                                   |
| 8352 -               | 1989 GE      | 6 tháng 4 năm 1989   | Kushiro                 | S. Ueda, H. Kaneda                                     |
| 8353 Megryan         | 1989 GC4     | 3 tháng 4 năm 1989   | La Silla                | E. W. Elst                                             |
| 8354 -               | 1989 RF      | 1 tháng 9 năm 1989   | Haute Provence          | E. W. Elst                                             |
| 8355 -               | 1989 RQ1     | 5 tháng 9 năm 1989   | Palomar                 | E. F. Helin                                            |
| 8356 Wadhwa          | 1989 RO2     | 3 tháng 9 năm 1989   | Palomar                 | C. S. Shoemaker, E. M. Shoemaker                       |
| 8357 O'Connor        | 1989 SC1     | 25 tháng 9 năm 1989  | Harvard                 | Oak Ridge Observatory                                  |
| 8358 Rickblakley     | 1989 VN5     | 4 tháng 11 năm 1989  | Palomar                 | C. S. Shoemaker, D. H. Levy                            |
| 8359 -               | 1989 WD      | 19 tháng 11 năm 1989 | Kushiro                 | S. Ueda, H. Kaneda                                     |
| 8360 -               | 1990 FD1     | 26 tháng 3 năm 1990  | Dynic                   | A. Sugie                                               |
| 8361 -               | 1990 JN1     | 1 tháng 5 năm 1990   | Siding Spring           | A. N. Zytkow, M. J. Irwin                              |
| 8362 -               | 1990 QM1     | 22 tháng 8 năm 1990  | Palomar                 | H. E. Holt                                             |
| 8363 -               | 1990 RV      | 13 tháng 9 năm 1990  | Palomar                 | C. M. Olmstead                                         |
| 8364 -               | 1990 RE5     | 15 tháng 9 năm 1990  | Palomar                 | H. E. Holt                                             |
| 8365 -               | 1990 RR5     | 15 tháng 9 năm 1990  | Palomar                 | H. E. Holt                                             |
| 8366 -               | 1990 UL1     | 20 tháng 10 năm 1990 | Dynic                   | A. Sugie                                               |
| 8367 Bokusui         | 1990 UL2     | 23 tháng 10 năm 1990 | Geisei                  | T. Seki                                                |
| 8368 -               | 1991 DM      | 20 tháng 2 năm 1991  | Siding Spring           | R. H. McNaught                                         |
| 8369 -               | 1991 GR      | 8 tháng 4 năm 1991   | Palomar                 | E. F. Helin                                            |
| 8370 Vanlindt        | 1991 RK11    | 4 tháng 9 năm 1991   | La Silla                | E. W. Elst                                             |
| 8371 Goven           | 1991 TJ14    | 2 tháng 10 năm 1991  | Palomar                 | C. P. de Saint-Aignan                                  |
| 8372 -               | 1991 VC2     | 9 tháng 11 năm 1991  | Kushiro                 | S. Ueda, H. Kaneda                                     |
| 8373 Stephengould    | 1992 AB      | 1 tháng 1 năm 1992   | Palomar                 | C. S. Shoemaker, E. M. Shoemaker                       |
| 8374 Horohata        | 1992 AK1     | 10 tháng 1 năm 1992  | Kiyosato                | S. Otomo                                               |
| 8375 Kenzokohno      | 1992 AP1     | 12 tháng 1 năm 1992  | Geisei                  | T. Seki                                                |
| 8376 -               | 1992 OZ9     | 30 tháng 7 năm 1992  | La Silla                | H. Debehogne, Á. López G.                              |
| 8377 Elmerreese      | 1992 SD1     | 23 tháng 9 năm 1992  | Kitami                  | K. Endate, K. Watanabe                                 |
| 8378 Sweeney         | 1992 SN1     | 23 tháng 9 năm 1992  | Palomar                 | E. F. Helin                                            |
| 8379 Straczynski     | 1992 SW10    | 27 tháng 9 năm 1992  | Kitt Peak               | Spacewatch                                             |
| 8380 Tooting         | 1992 SW17    | 29 tháng 9 năm 1992  | Palomar                 | H. E. Holt                                             |
| 8381 Hauptmann       | 1992 SO24    | 21 tháng 9 năm 1992  | Đài quan sát Tautenburg | F. Börngen                                             |
| 8382 Mann            | 1992 SQ26    | 23 tháng 9 năm 1992  | Tautenburg Observatory  | F. Börngen                                             |
| 8383 -               | 1992 UA3     | 25 tháng 10 năm 1992 | Okutama                 | T. Hioki, S. Hayakawa                                  |
| 8384 -               | 1992 YB      | 16 tháng 12 năm 1992 | Oohira                  | T. Urata                                               |
| 8385 -               | 1993 AN      | 13 tháng 1 năm 1993  | Kushiro                 | S. Ueda, H. Kaneda                                     |
| 8386 Vanvinckenroye  | 1993 BB6     | 27 tháng 1 năm 1993  | Caussols                | E. W. Elst                                             |
| 8387 Fujimori        | 1993 DO      | 19 tháng 2 năm 1993  | Geisei                  | T. Seki                                                |
| 8388 -               | 1993 FO6     | 17 tháng 3 năm 1993  | La Silla                | UESAC                                                  |
| 8389 -               | 1993 FT37    | 19 tháng 3 năm 1993  | La Silla                | UESAC                                                  |
| 8390 -               | 1993 FE48    | 19 tháng 3 năm 1993  | La Silla                | UESAC                                                  |
| 8391 Kring           | 1993 HH3     | 20 tháng 4 năm 1993  | Kitt Peak               | Spacewatch                                             |
| 8392 -               | 1993 OP      | 18 tháng 7 năm 1993  | Palomar                 | E. F. Helin                                            |
| 8393 Tetsumasakamoto | 1993 TJ1     | 15 tháng 10 năm 1993 | Kitami                  | K. Endate, K. Watanabe                                 |
| 8394 -               | 1993 TM12    | 13 tháng 10 năm 1993 | Palomar                 | H. E. Holt                                             |
| 8395 Rembaut         | 1993 TQ23    | 9 tháng 10 năm 1993  | La Silla                | E. W. Elst                                             |
| 8396 -               | 1993 UR2     | 19 tháng 10 năm 1993 | Palomar                 | E. F. Helin                                            |
| 8397 Chiakitanaka    | 1993 XO      | 8 tháng 12 năm 1993  | Kiyosato                | S. Otomo                                               |
| 8398 Rubbia          | 1993 XY      | 12 tháng 12 năm 1993 | Farra d'Isonzo          | Farra d'Isonzo                                         |
| 8399 Wakamatsu       | 1994 AD      | 2 tháng 1 năm 1994   | Oizumi                  | T. Kobayashi                                           |
| 8400 Tomizo          | 1994 AQ      | 4 tháng 1 năm 1994   | Oizumi                  | T. Kobayashi                                           |